# DEEN THE GREATEST CLIPS 1998-2002
『DEEN THE GREATEST CLIPS 1998-2002』（ディーン ザ・グレイテスト・クリップス 1998-2002）は、DEENのビデオクリップ集（VHS・DVD）。2003年4月2日発売。

## 作品の解説
- 同時発売された25thシングル「翼を風に乗せて〜fly away〜」のビデオクリップ以外のBERG レーベル所属時代のビデオクリップ集。
- B-Gram RECORDS時代とは違い、シングルのリリースごとにフルでビデオクリップが製作されているが、一部アルバムの曲やClassicsは短いものもある。
- ライブ映像は後に発売された「DEEN LIVE JOY COMPLETE 2002-2004」に収録された。ライブ映像の収録順は進行とは異なっている。
- 『DEEN THE GREATEST CLIPS 1993-1998』との同時発売となっている。

## メンバー
- 池森秀一
- 山根公路
- 田川伸治
- 宇津本直紀（Classics One WHITEまで出演）

## 収録

### SINGLE Clips
- 手ごたえのない愛
- 遠い遠い未来へ
- JUST ONE
- MY LOVE
- Power of Love
- 哀しみの向こう側
- 見上げてごらん夜の星を
- 夢で逢えたら
- Birthday eve 〜誰よりも早い愛の歌〜

### Classics One WHITE Clips
- Christmas time（ワンコーラスのみ）
- The room
- このまま君だけを奪い去りたい（Acoustic version）
- 永遠をあずけてくれ（Millennium a capella version）

### Classics Two SEPIA Clips
- 秋桜 〜more & more〜
- 恋人よ、夢も嘘もすべて
- 未来のために（Sing-along Version）
- ひとりじゃない（Bossa Nova Style）

### ALBUM Clips
- The DAY
  - VOYAGE
  - 逢いにゆくよ（ワンコーラスのみ）
- 'need love
  - Medley

### DEEN LIVE JOY-Break6〜Birthday eve〜 2002年12月29日 渋谷公会堂
- magic
- 空もハレルヤ
- IT'S AMAZING（田川ソロ）
- 空色ソーダ（山根ソロ）
- Tears on Earth
- Call your name